# Kifayət Qasımova
Kifayət Qasımova, també escrit com Kifayat Gasimova (Kelbadzhar, 1 de febrer de 1983), és una esportista azerbaidjanesa que va competir en judo, guanyadora d'una medalla de bronze al Campionat Mundial de Judo de 2009 i tres medalles al Campionat Europeu de Judo entre els anys 2006 i 2008.

## Palmarès internacional
| Campionat del món | Campionat del món          | Campionat del món | Campionat del món |
| Any               | Lloc                       | Medalla           | Categoria         |
| ----------------- | -------------------------- | ----------------- | ----------------- |
| 2009              | Rotterdam ( Països Baixos) | 3                 | –57 kg            |
| Campionat Europeu |                            |                   |                   |
| Any               | Lloc                       | Medalla           | Categoria         |
| 2006              | Tampere ( Finlàndia)       | 2                 | –57 kg            |
| 2007              | Belgrad ( Sèrbia)          | 3                 | –57 kg            |
| 2008              | Lisboa ( Portugal)         | 3                 | –57 kg            |